# Strada nazionale 81
La strada nazionale 81 era una strada nazionale del Regno d'Italia, che congiungeva Pontelandolfo a Salerno.
Venne istituita nel 1923 con il percorso "Dalla nazionale n. 79 (bivio presso Ponte Landolfo) per Benevento alla nazionale n. 80 presso Pratola e da Avellino per Mercato S. Severino a Salerno".
Nel 1928, in seguito all'istituzione dell'Azienda Autonoma Statale della Strada (AASS) e alla contemporanea ridefinizione della rete stradale nazionale, il suo tracciato costituì per intero la strada statale 88 dei Due Principati.